# سازمان مخصوص اتحاد و عمل
سازمان مخصوص اتحاد و عمل، سماع، نام گروهی ۳۱ نفره و مخفی از فعالان سیاسی ایرانی بود که در سال ۱۳۴۳ در مصر برای آموزش مبارزه چریکی و نهایتاً مبارزه مسلحانه با حکومت پهلوی گردهم آمدند. اعضای اولیه این گروه، اعضای نهضت آزادی ایران در خارج از کشور مصطفی چمران، ابراهیم یزدی، صادق قطب‌زاده٬ سید جلال رضایی منش، شهریار روحانی، راستین، امینیان و شریفیان بودند. محمد توسلی، ابوالفضل بازرگان، رضا رئیس طوسی، علی نصر و حسین حریری از دیگر اعضای این گروه بودند.
به نوشته سعید فائقی در روزنامه شرق، تشکیل این گروه از طریق همکاری علی شریعتی با انقلابیون الجزایر و جبهه آزادی‌بخش الجزایر که با جمال عبدالناصر در ارتباط بودند میسر شد.
به گفته یزدی از اعضای اولیه گروه، آن‌ها تحت تأثیر انقلاب کوبا و جنگ الجزایر «به این نتیجه رسیده بودند که با مبارزات کلاسیک و پارلمانتاریستی نمی‌شود به نتیجه رسید. بنابراین، باید دنبال حرکت مسلحانه رفت». برای مخفی نگهداشتن فعالیت‌های گروه، برخی از اعضای نهضت آزادی اساساً از وجود چنین گروهی مطلع نبودند. چمران و او در تمامی دوره‌ها به طور کامل شرکت کردند، چمران برای مدیرت کلاس‌ها در قاهره ماند اما او به لبنان رفت. اعضای دیگر گروه نیز که در برخی دوره‌های لازم شرکت می‌کردند، یا پس از آموزش  به ایران بازمی‌گشتند یا جهت امور اجرایی گروه در دیگر کشورها مستقر می‌شدند. در طی آموزش، از اعضا خواسته شده‌بود که تا می‌توانند از مباحث کلاس جزوه‌نویسی کنند که این جزوه‌ها بعداً جمع‌آوری و سازماندهی شد.
این گروه همکاری‌هایی نیز با سازمان مجاهدین خلق (که هنوز مشی مارکسیستی خود را علنی نکرده بود) داشت و جزوه‌های مبارزه مخفی را در اختیار آن‌ها قرار داد.
برنامه‌های این گروه در مصر تا سال ۱۳۴۵ ادامه یافت و پس از تیره‌شدن روابط گروه با دولت مصر در پی «جنگ تبلیغاتی مصر علیه تمامیت ارضی ایران» به لبنان منتقل شد. پس از وقوع جنگ شش‌روزه اعراب و اسرائیل و قطع روابط ایران و لبنان (۱۳۴۶) عملاً فعالیت این گروه ناممکن شد. در نتیجه فشار دولت لبنان نیز تمامی اعضای این گروه از این کشور خارج شدند و گروه ازهم‌پاشید.